# 連邦鉄道局
アメリカ連邦鉄道局（アメリカれんぽうてつどうきょく、英語: Federal Railroad Administration、略称：FRA）は、アメリカ合衆国運輸省の傘下の組織である。1966年運輸省法によって設立された。連邦鉄道局の設立目的は、鉄道の安全規制を公布し適用すること、鉄道支援計画を管理すること、鉄道の安全および国の鉄道運輸政策を支援する研究開発を行うこと、北東回廊の鉄道旅客輸送の修復の支援をすること、鉄道輸送に関する政府の支援活動を一元管理することである。

## 組織
連邦鉄道局は、アメリカ合衆国運輸省においてインターモーダル輸送に関わる10組織のうちの1つである。連邦鉄道局には、局長および副局長事務所の下に7の部門がある。部門は財務管理部、主任顧問部、市民権部、広報部、公衆参画部、鉄道政策・開発部、安全部である。職員数は約850人である。

## 局長
2008年12月にクリフォード・エディが局長に任命され、前任のジョゼフ・ボードマンはアムトラックの総裁として転出した。ボードマンはアメリカ合衆国上院から2005年5月3日に承認されて局長を務めていた。彼は局長任命までは、ニューヨーク州の運輸長官であった。連邦鉄道局長としては2005年6月1日から働き始めている。
2009年4月29日に、アメリカ合衆国上院はジョゼフ・ザボの局長就任を承認した。ザボは鉄道畑の人間から連邦鉄道局長に就任した最初の人物である。ザボの鉄道での経歴は1976年にイリノイ・セントラル鉄道で転轍手として始まり、直前には全米運輸労働組合のイリノイ州立法局長を務めていた。ザボはすぐに局長としての仕事を始められるようにするために、より将来に予定されていた公式の就任式を待たず、5月5日に非公式の就任式を行った。

## 重点業務
連邦鉄道局の安全規制は、同じ原因でさらに事故や従業員の負傷が発生することを防ぐために、歴史的な事故の原因を対象としている。すべての鉄道事故の中では、人間がかかわる要素がもっとも多くの割合を占めている。こうした人間が原因となる事故を防ぐための新しい規制が制定されているにもかかわらず、その数は過去数年にわたってゆっくりとしか減少していない。「衝突安全性」に焦点を置いた規制が行われているが、「衝突防止」を犠牲にしているわけではない。衝突安全性対策が義務化されているヨーロッパでも同じような取り組みが広がっており、1980年代から多くの技術が開発され、高速鉄道および在来鉄道の双方について新型車両に法規制が適用されている（欧州委員会指令2011/291/EU）。連邦鉄道局はまた、アムトラックおよびいくつかの州で検討が進められている高速鉄道計画に資金を配分する監督を行っている。